# چارانجیت سینگ
}}
چارانجیت سینگ (انگلیسی: Charanjit Singh؛ زادهٔ ۳ فوریهٔ ۱۹۳۱ – ۲۷ ژانویهٔ ۲۰۲۲) بازیکن هاکی روی چمن اهل هند بود.

## زندگی‌شخصی
سینگ متأهل بود و دو پسر و یک دختر داشت. سینگ در ۲۷ ژانویه ۲۰۲۲ در سن ۹۰ سالگی بر اثر حمله قلبی در خانه خود در یونا، هیماچال پرادش درگذشت. او پنج سال قبل از مرگش بدنبال حمله فلج شده بود. همسرش ۱۲ سال قبل از او فوت کرده بود.